# Sliwen
Sliwen (bułg. Сливен) – miasto w środkowej Bułgarii, stolica obwodu Sliwen i gminy Sliwen, położone u podnóża Starej Płaniny. Według danych szacunkowych Ujednoliconego Systemu Ewidencji Ludności oraz Usług Administracyjnych dla Ludności, 15 września 2023 roku miejscowość liczyła 88 573 mieszkańców.
Jeden z głównych bułgarskich ośrodków przemysłu włókienniczego, zwłaszcza wełnianego (1834 w mieście uruchomiono pierwszą w Bułgarii fabrykę sukna); poza tym przemysł elektrotechniczny, maszynowy (maszyny włókiennicze), spożywczy, szklarski, drzewny; węzeł drogowy; na północny zachód od miasta wydobycie węgla kamiennego.
W mieście znajduje się stacja kolejowa Sliwen.

## Miasta partnerskie
Miasta partnerskie Sliwen:
- Gera, Niemcy (1965)
- Pecz, Węgry (1969)
- Woroneż, Rosja (1995)
- Swietłahorsk, Białoruś (1997)
- Alba Iulia, Rumunia (06.2002)
- Dżarasz, Jordania (6.06.2004)
- Kiesariani, Grecja (1985)
- Tekirdağ, Turcja (1998)
- Tarnopol, Ukraina (1969)
- Chongqing, Chiny (11.2002)
- Bydgoszcz, Polska (9.09.2019)